# 磷酸烯醇式丙酮酸
磷酸烯醇丙酮酸（Phosphoenolpyruvic acid）的共軛鹼磷酸烯醇丙酮酸鹽（縮寫PEP）是生物細胞中的常見生化分子，是糖解作用與糖質新生作用的中間產物。它同時也是細胞內儲存最高能量的磷酸原，在標準狀態下釋放磷酸根時，每莫耳能釋放61.9千焦耳的能量。

## 糖酵解作用
在糖酵解作用中，此分子是2-磷酸甘油酸在烯醇化酶（enolase）的催化下生成，是一個高能磷酸分子。接下來磷酸烯醇丙酮酸將會進入糖解作用的第10個，也是最後一個步驟中。
在糖解作用的最後步驟裡，磷酸烯醇丙酮酸將會經由丙酮酸激酶（Pyruvate kinase）的催化，使原本接在氧原子上的磷酸根轉移到ADP上，進而生成ATP以及丙酮酸。這個反應會放出大量的能量，是一個難逆的反應，其標準自由能變化是31.4 kJ/mol（在pH=7的純水中）。此外，這個反應也需要鉀離子與鎂離子（或其他二價陽離子）的參與。

## 糖質新生
由於糖解作用的最後步驟是個難逆反應，因此在糖質新生的過程中，需要一個替代途徑，才能將丙酮酸還原成磷酸烯醇丙酮酸。首先丙酮酸必需要先在丙酮酸羧化酶（Pyruvate carboxylase）的催化之下，消耗ATP分子並轉變成草酰乙酸（Oxaloacetate）。
之後草醋酸又會經由磷酸烯醇丙酮酸羧化激酶（Phosphoenolpyruvate carboxykinase）的催化，生成磷酸烯醇丙酮酸，在這個反應中，會消耗掉GTP，並生成GDP與二氧化碳。
與前後反應不同的是，以上的兩個反應是在粒線體中進行。而且除了直接轉變之外，草醋酸還可以利用另一個需要更多步驟的途徑，來生成磷酸烯醇丙酮酸。此外，從磷酸烯醇丙酮酸的生成直到果糖-1,6-雙磷酸產生為止，中間的糖質新生過程皆是糖解作用的逆反應。

## C4二氧化碳固定
在C4類植物與CAM植物中，磷酸烯醇丙酮酸在磷酸烯醇丙酮酸羧化激酶的作用下與二氧化碳反應生成草醋酸。